# 瑞安·米勒
瑞安·米勒（英語：Ryan Miller，1980年7月17日—），美国男子冰球运动员。他曾代表美国国家队参加2010年和2014年冬季奥林匹克运动会冰球比赛，其中2010年冬季奥运会获得一枚银牌。